# Jonas Waltelius
Carl Jonas Waltelius, född 23 februari 1985, var sommaren 2018 sommarpratare i P1. Han blev framröstad till lyssnarnas sommarvärd. Han är uppvuxen i Emmaboda i Småland men bor sedan 2004 i Linköping i Östergötland. Han berättade i sitt sommarprat om vägen tillbaka efter en traumatisk olycka på sin svensexa.